# Сан-Міґель-де-Альєнде
Сан-Міґель-де-Альєнде (ісп. San Miguel de Allende) — історичне місто в мексиканському штаті Гуанахуато, засноване в 1542 році.

## Історія

### Заснування міста
До прибуття іспанців на початку 16-го століття, на місці Сан-Мігеля було село корінних жителів чичимеків під назвою Іцуїнапан (Izcuinapan). У 1542 Хуан де Сан Мігель поруч із Іцуїнапаном побудував невеличку капличку. Він вирішив присвятити іспанське місто Архангелу Михаїлу. Іспанська колонізація і спроба поневолити індіанців для потреб срібних рудників занапастили Конфедерацію чичимеків.
Поселення було офіційно відновлено в 1555 році наступником Хуана де Сан-Мігеля Бернардо Коссіном та лідером корінного населення Фернандо де Тапіа. Воно було засноване як місія та військовий форпост на відстані милі на схід від старого, в місці з двома джерелами прісної води (Батан і Іцуїнапан) та місцевістю, що більше підходила для оборони. Два джерела постачали всю міську воду до 1970-х років.  

### Колоніальний період
До середини 16 століття срібло було виявлено в Гуанахуато та Сакатекасі, а головна дорога між цією областю та Мехіко проходила через Сан-Мігель. Напади корінних жителів на каравани тривали, і Сан-Мігель став важливим військовим і комерційним містом.  Це призвело до сорокарічної війни чичимеків. Намісник у Мехіко надав землі та худобу ряду іспанців, щоб спонукати їх заселити територію. Він також дав корінним групам обмежене самоврядування та звільнив їх від оподаткування. Розташування міста зробило б його плавильним котлом культур.

### Теперішній стан
Старе місто багате пам'ятками колоніального періоду, за що було включене у 2008 році в число об'єктів Всесвітньої спадщини.
Нині місто є популярним туристичним центром та місцем, де оселяються багаті пенсіонери з Мексики, США і Канади. Місто відрізняється чудовою архітектурою колоніального періоду, завдяки якій воно разом зі світилищем Хесус-Насарено-де-Атотонілко з 2008 року занесене до списку Світової спадщини.

## Клімат
Місто знаходиться у зоні, котра характеризується кліматом помірних степів та напівпустель. Найтепліший місяць — травень із середньою температурою 22.2 °C (72 °F). Найхолодніший місяць — січень, із середньою температурою 14.5 °С (58.1 °F).
| Клімат Сан-Міґеля-де-Альєнде | Клімат Сан-Міґеля-де-Альєнде | Клімат Сан-Міґеля-де-Альєнде | Клімат Сан-Міґеля-де-Альєнде | Клімат Сан-Міґеля-де-Альєнде | Клімат Сан-Міґеля-де-Альєнде | Клімат Сан-Міґеля-де-Альєнде | Клімат Сан-Міґеля-де-Альєнде | Клімат Сан-Міґеля-де-Альєнде | Клімат Сан-Міґеля-де-Альєнде | Клімат Сан-Міґеля-де-Альєнде | Клімат Сан-Міґеля-де-Альєнде | Клімат Сан-Міґеля-де-Альєнде | Клімат Сан-Міґеля-де-Альєнде |
| Показник                     | Січ.                         | Лют.                         | Бер.                         | Квіт.                        | Трав.                        | Черв.                        | Лип.                         | Серп.                        | Вер.                         | Жовт.                        | Лист.                        | Груд.                        | Рік                          |
| Абсолютний максимум, °C      | 34,5                         | 35,5                         | 38                           | 39                           | 39,6                         | 39                           | 36,8                         | 36                           | 37                           | 37                           | 34,5                         | 32,5                         | 39,6                         |
| Середній максимум, °C        | 23                           | 25,2                         | 28,5                         | 30,1                         | 30,7                         | 29                           | 27,2                         | 27,1                         | 26,2                         | 25,6                         | 24,6                         | 23,2                         | 26,7                         |
| Середня температура, °C      | 14,5                         | 16,2                         | 19,3                         | 21,3                         | 22,2                         | 21,7                         | 20,5                         | 20,5                         | 19,9                         | 18,4                         | 16,5                         | 14,8                         | 18,8                         |
| Середній мінімум, °C         | 6                            | 7,3                          | 10                           | 12,4                         | 13,8                         | 14,4                         | 13,9                         | 13,8                         | 13,5                         | 11,2                         | 8,4                          | 6,4                          | 10,9                         |
| Абсолютний мінімум, °C       | −3                           | −8                           | −1                           | 1,5                          | 6                            | 8                            | 6,5                          | 7                            | 4                            | −2                           | −6                           | −5                           | −8                           |
| Норма опадів, мм             | 14                           | 7                            | 6                            | 19                           | 42                           | 101                          | 124                          | 94                           | 93                           | 43                           | 13                           | 6                            | 563                          |
| Днів з дощем                 | 2,1                          | 1,1                          | 0,9                          | 2,6                          | 5,1                          | 9,3                          | 11,4                         | 8,3                          | 8,6                          | 4,7                          | 1,8                          | 1,7                          | 57,6                         |
| ---------------------------- | ---------------------------- | ---------------------------- | ---------------------------- | ---------------------------- | ---------------------------- | ---------------------------- | ---------------------------- | ---------------------------- | ---------------------------- | ---------------------------- | ---------------------------- | ---------------------------- | ---------------------------- |
| Джерело: Weatherbase         |                              |                              |                              |                              |                              |                              |                              |                              |                              |                              |                              |                              |                              |

## Галерея

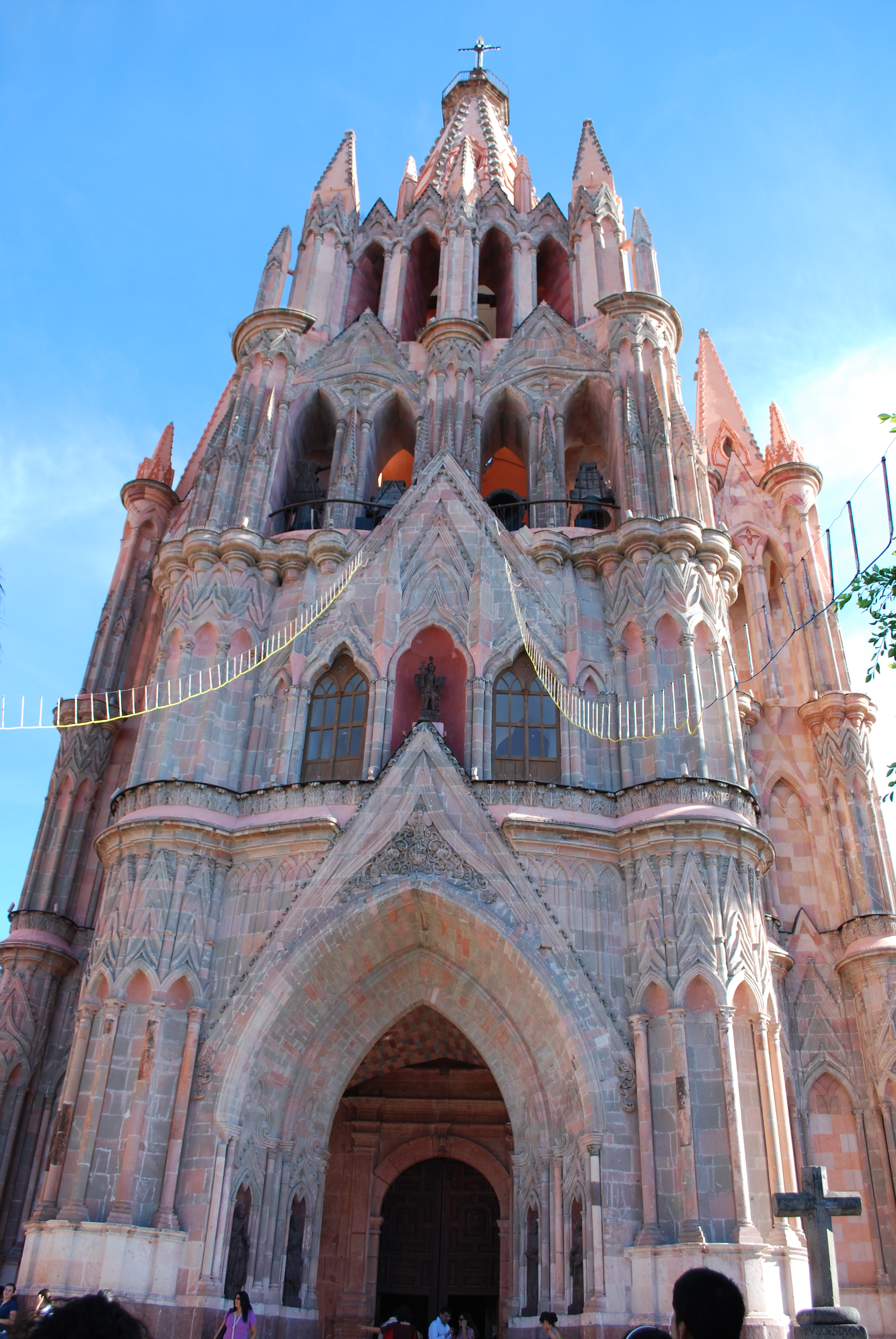
La Parroquia, парафіяльна церква Сан-Мігеля
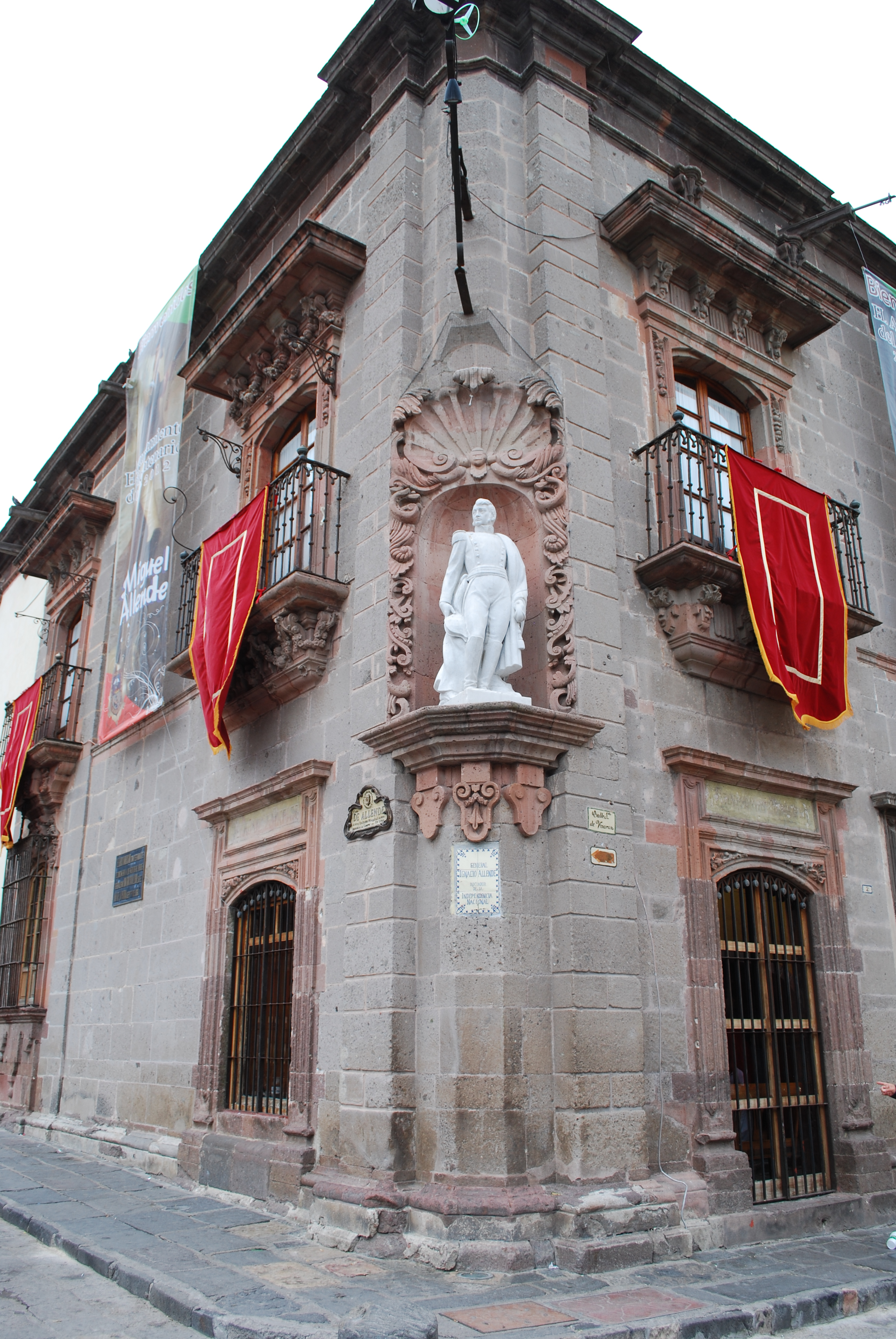
Кут будинку Альенде зі статуєю Ігнасіо Альєнде
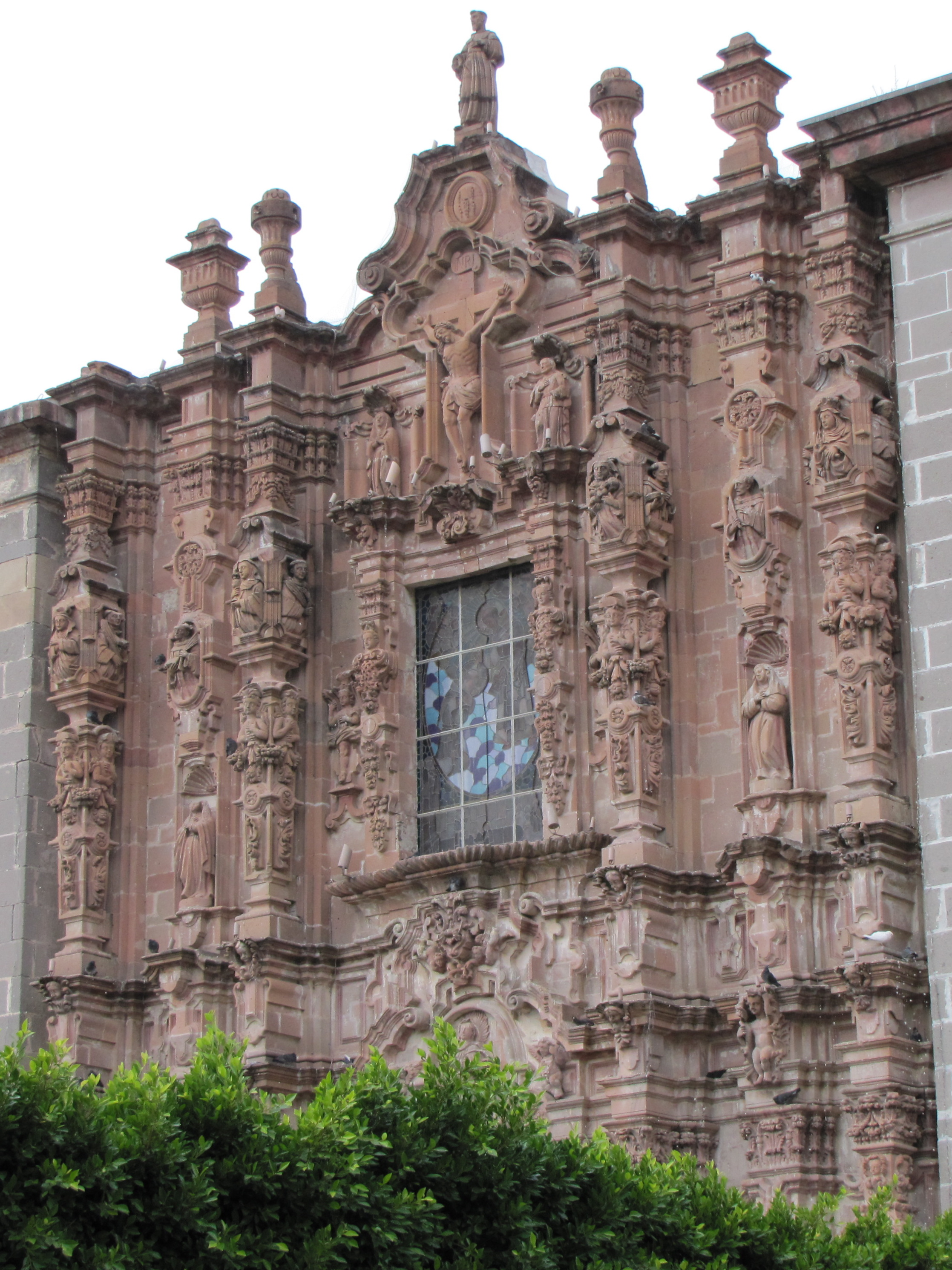
Церква в Сан-Мігель-де-Альєнде
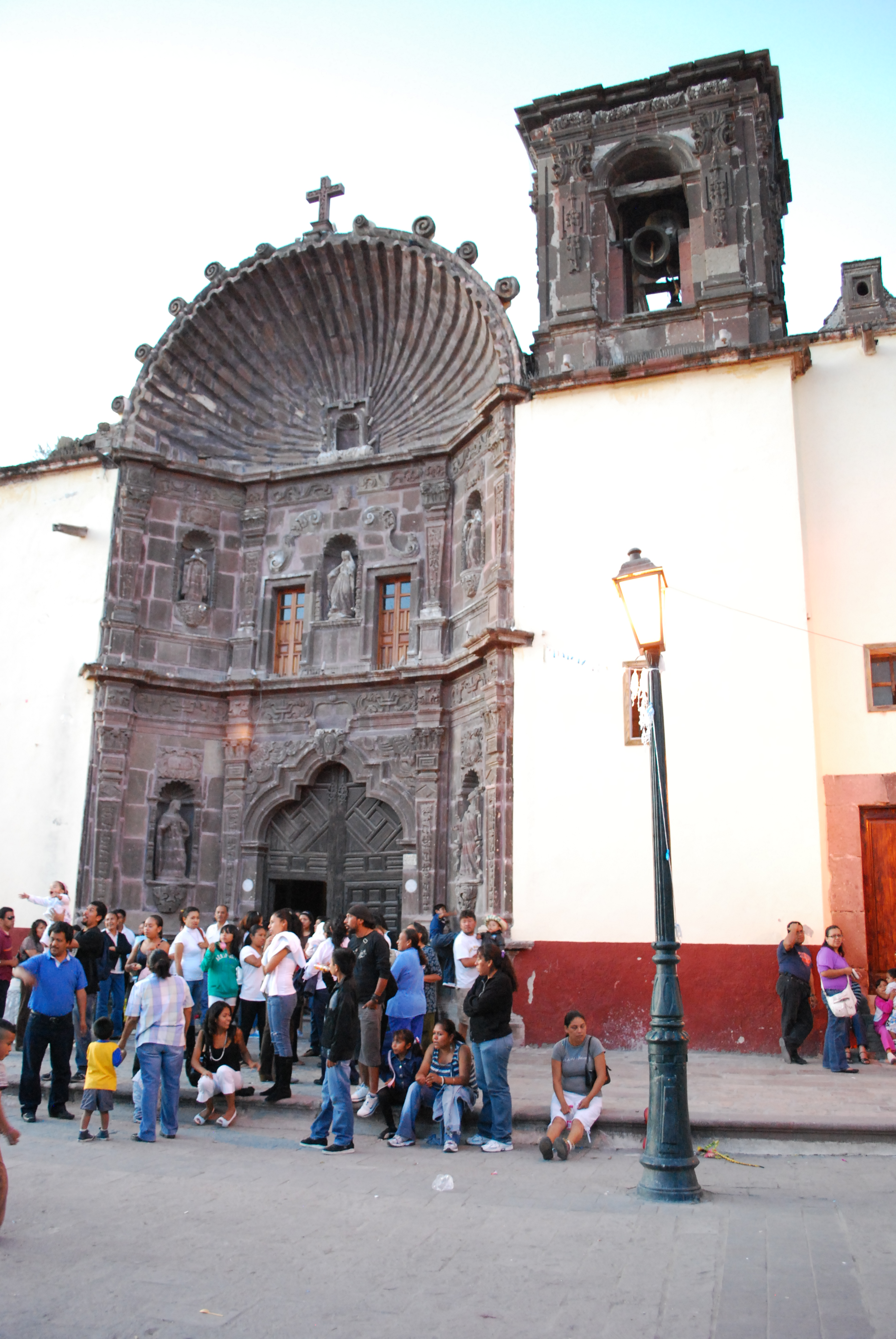
Головний портал церкви Нуестра Сеньора де ла Салуд
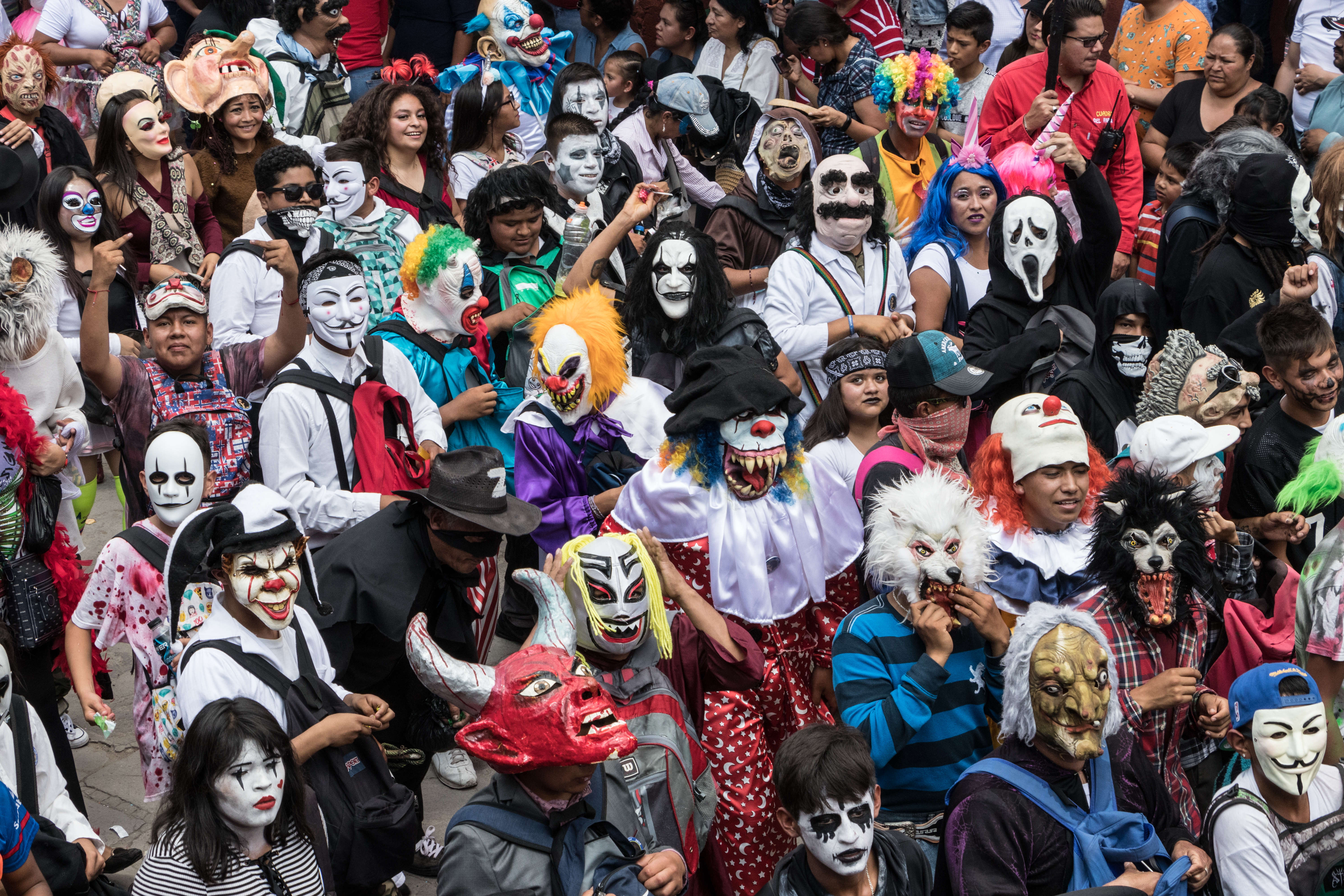
Фестиваль

## Персоналії
Померли
- Жульєт Майнієль (1936—2023) — французька кіноакторка нової хвилі («Кузени», «Ярмарок», «Через, через жінку»[fr]).